# 森村献
森村 献（もりむら けん、1954年5月22日-）は東京都出身のピアニスト、プロデューサー、作曲家、編曲家。

## 来歴
5歳の頃からクラシック・ピアノを学び、学習院高等科在学中にロック・バンドを結成。卒業後、1974年からかまやつひろしのバックバンドとしてプロ・デビュー。かまやつのアルバムで編曲家デビュー。1979年、日本初のサルサ・グループ「オルケスタ・デル・ソル」にピアニスト兼編曲家として加入。これまでアルバム8枚を発表。他、高中正義のアルバム4枚、鳥山雄司のアルバム3枚に参加。神保彰、櫻井哲夫の音楽ユニット・ジンサクのアルバム6枚にキーボーディスト、ほぼ全曲の編曲で参加。また、全国の中高校生社会人の吹奏楽やビッグバンドにも編曲多数。
髙橋真梨子、SMAP、MISIA、中森明菜、小柳ゆき、チカブーン、オルケスタ・デ・ラ・ルス、中山美穂、マリーン、アルベルト城間、河合奈保子、酒井法子、グレース・マーヤ、渡辺真知子等へ楽曲提供・編曲を手掛ける。
2009年NHKみんなのうた｢サルサ いいな いいね」の作曲・編曲。
2020年6月28日にはNHK BS1「家ピアノ」に出演した。

### 海外での活動履歴
- 1995年　「オルケスタ・デル・ソル」にてニューヨーク・トライベッカ・パフォーミング・アート・センターの公演（東京ニューヨーク姉妹都市35周年イベント）。
- 1999年　日本人によるサルサ・オールスターズ「Estrellas Del Japon」を結成し、キューバ、メキシコ、ベネズエラ、エルサルバドル、エクアドル、ホンジュラスにて文化交流公演（国際交流基金主催）。「熱帯ジャズ楽団」にてニューヨーク・カーネギーホールで公演。
- 2001年　「ブエナ・ビスタ・ソシアル・クラブ」のピアニスト・Rubén González と、キューバ（ハバナ）にてデュオ・レコーディングを敢行。この録音は2003年にリリースされたソロアルバム「MILAGRO」に収録。
- 2004年　「Estrellas Del Japon」によるキューバ、メキシコ公演（国際交流基金）。
- 2009年　キューバにおいて自作曲”Caprichoso”の録音と動画撮影（雑誌ステレオサウンド企画）。
- 2018年　「オルケスタ・デルソル」にてメキシコ、キューバ、ドミニカ共和国にて文化交流公演（国際交流基金）。
- 2019年　自己のユニットによる「ジブリ・デ・ラテン」コンサートを韓国ソウル市、ソンナム市で現地のオーケストラと共演（全曲編曲）。

### 国内での活動履歴
- 1997年　映画「虹をつかむ男 南国奮斗篇」挿入歌の作曲・編曲。
- 2005年・2006年　お台場ヴィーナスフォートにて「Tokyo Salsa Festival」を開催
- 2007年　天王洲 銀河劇場にて「GINGA SALSA」コンサート。
- 2008年　東京厚生年金会館にて、キューバ人女性歌手オマーラ・ポルトゥオンドの来日公演でゲスト出演。六本木スイートベイジルにてアルバム「MANTECA」発売記念コンサート「MANTECA SPICIAL」公演。
- 2009年　映画「釣りバカ日誌20 ファイナル」挿入歌を編曲。
- 2011年　天王洲銀河劇場にて「ブエナ・ビスタ・ソシアル・クラブ」のJuan de Marcos González 率いる「Afro-Cuban All stars」の来日公演にゲスト出演。
- 2012年　六本木スイートベイジルと金沢・北國新聞会館ホールにて、森村献ユニット+今陽子、Shiho(Fried Pride)をゲストに「青春のラテン・コンサート」公演。
- 2014年　天王洲銀河劇場にて「オルケスタ・デル・ソル／オルケスタ・デラ・ルス」合同公演を開催。
- 2016年　大田区アプリコホールにて「CUBAN FANTASY」公演の音楽監督。翌年Vol.IIも開催。「オルケスタ・デル・ソル」として藤沢市民会館（ゲスト南佳孝・麻倉未稀）、名古屋ブルーノート、ビルボードライブ大阪（ゲスト織田哲郎）、お台場Zepp DiverCity（サルサ・コングレス）で開催。
- 2017年　大田区アプリコホール、福井・沼津にて「オルケスタ・デル・ソル／オルケスタ・デラ・ルス」合同公演を開催。
- 2018年　名古屋ブルーノートにて「オルケスタ・デル・ソル」公演（ゲスト浜崎貴司）。
- 2022年　浜松アクトホールにて「交響楽とラテンの夕べ」公演。2025年にリリースされたアルバム「GRACIAS」に収録。

### 現在の主な活動
「森村献スペシャル」
2012年結成。六本木キーストン・クラブ、六本木クラップスを拠点に、大田区市民プラザでの「下丸子ジャズ倶楽部」、「HAPPY BIRTHDAY CONCERT」、川崎市民プラザでの「BIG BAND FESTIVAL」などに出演。
2013年より年2回震災後の気仙沼に赴いて復興支援ライブを行っている。
「熱帯ジャズ楽団」
1998年よりピアニストとして参加の他、数多の作曲・編曲を提供。発表アルバムは20枚に及ぶ。
「BEYOND GENERATIONS」
シンガーソングライターのエリック・フクサキと結成。このユニットは彼自身も含む中南米における日系移民たちの子孫に向けた楽曲"Puente Sobre El Mar"（虹の架け橋）を世界に広めようと国内・外で活動している。

## ディスコグラフィー

### オリジナル・アルバム
1. FOOTBALL SQUEEZE Vol.1 ESPERANZA （1994年3月）廃盤
2. HEART OF CUBA （2001年4月）
3. SOÑADOR （2002年4月）
4. MILAGRO （2003年11月
5. MANTECA （2007年11月）
6. RESPIRO （2011年9月）
7. SEVEN STEPS TO HEAVEN （2021年12月）
8. GRACIAS（2025年5月）